# 黄金原駅
座標: 北緯39度1分39.2秒 東経125度43分34.6秒 / 北緯39.027556度 東経125.726278度
黄金原駅（ファングンボルえき、朝鮮語: 황금벌역）は、朝鮮民主主義人民共和国平壌市にある、平壌地下鉄革新線の駅である。

## 駅構造

### 駅舎
駅構内に「工業製品販売店」という名前の売店がある（実際に販売されているのは玩具などが中心で、いわゆるキヨスクではない）。ただし旅行客への販売は禁止されている。

## 駅周辺
- 清流館（普通江沿いの大規模レストラン、中区域東城洞）
- 柳京ホテル
- 慶興初級中学校

## 隣の駅
平壌地下鉄
革新線
建国駅 - 黄金原駅 - 建設駅